# Hrádek (přírodní památka, okres Zlín)
Hrádek je přírodní památka na jihovýchodním okraji obce Študlov v okrese Zlín. Důvodem ochrany je květnatá louka s výskytem zvláště chráněných druhů rostlin, teplomilné flóry a entomofauny.

## Galerie

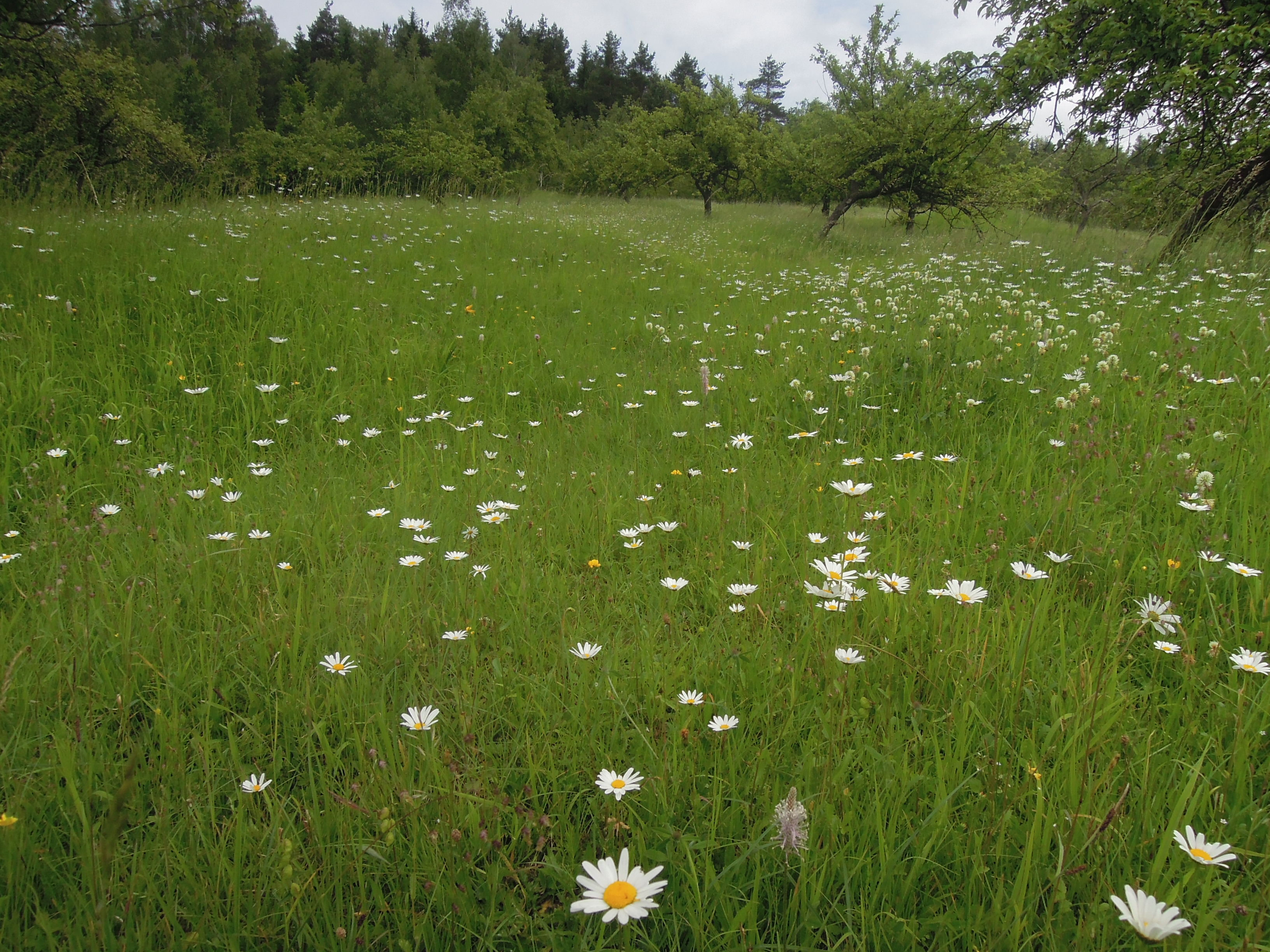
Pohled na rozkvetlou louku
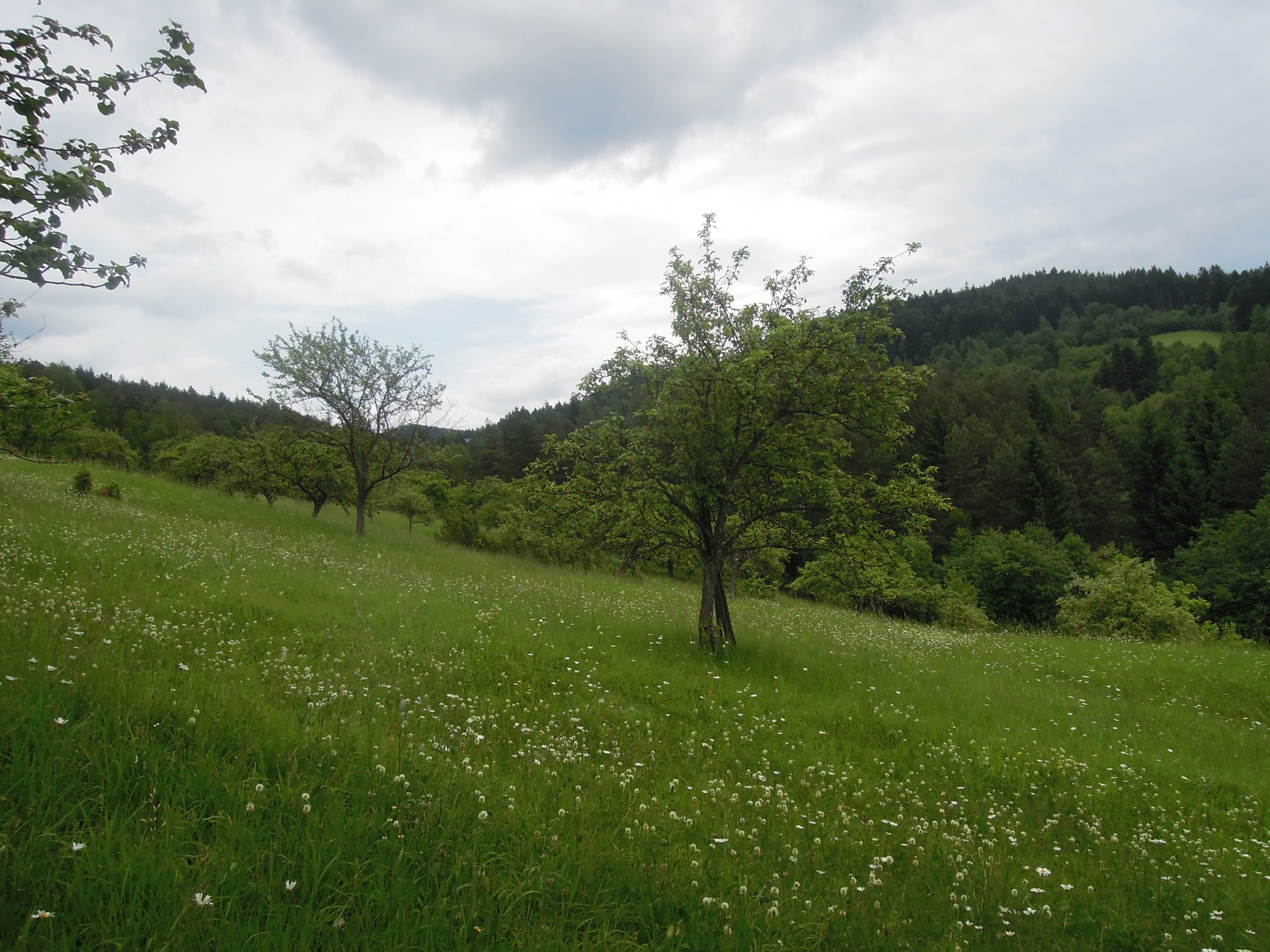
Přírodní památka Hrádek
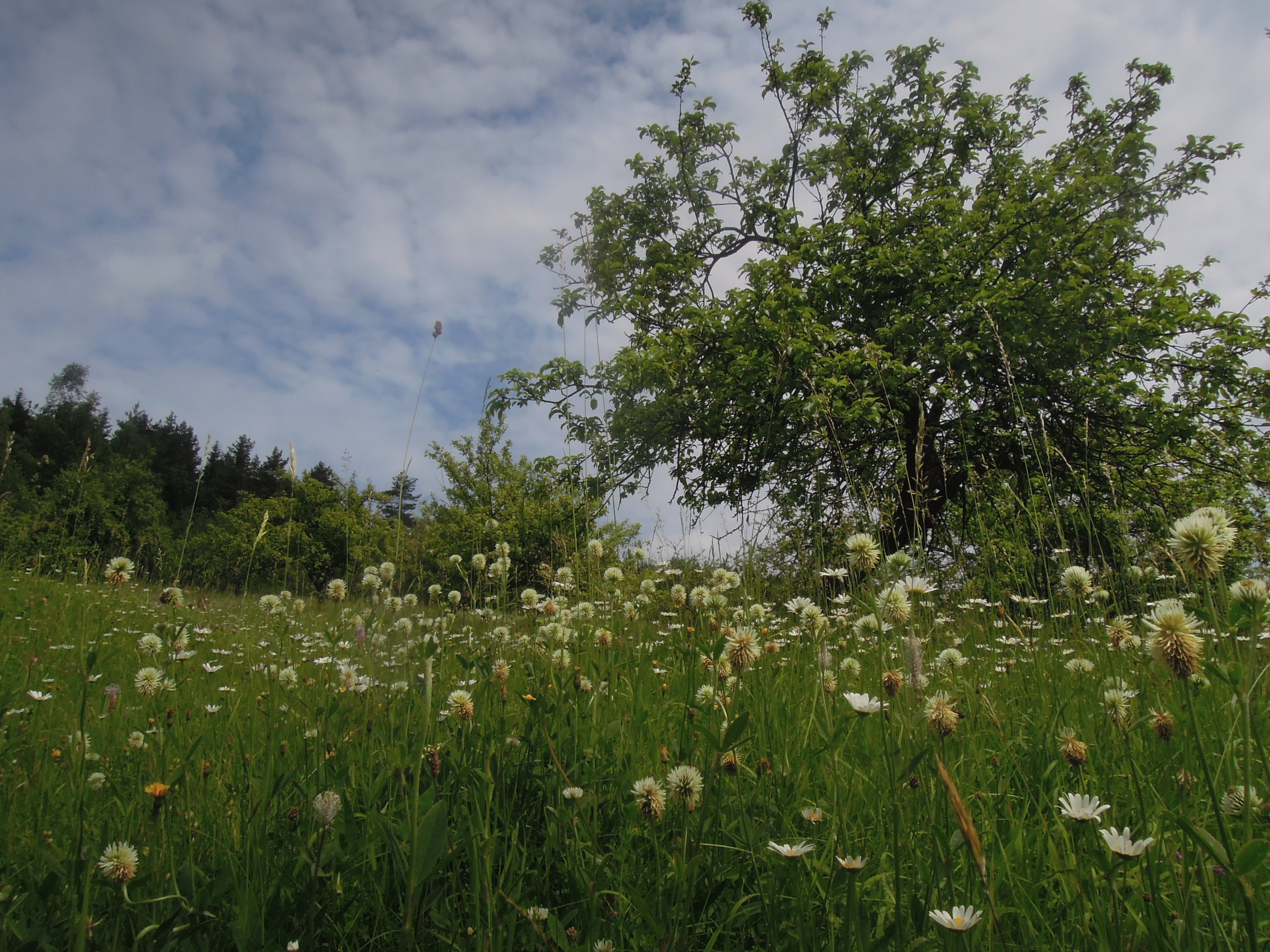
Kvetoucí louka